# Eustomias crossotus
Eustomias crossotus és una espècie de peix de la família dels estòmids i de l'ordre dels estomiformes.

## Morfologia
- Els mascles poden assolir 12,8 cm de longitud total.[3][4]

## Hàbitat
És un peix marí i d'aigües profundes que viu fins als 330 m de fondària.

## Distribució geogràfica
Es troba al Pacífic occidental (entre 10°-20°N i 120°-140°E), el Mar de la Xina Meridional i davant les costes de Salomó.